# Brenngas
Brenngase sind Gase, die als Edukte, d. h. als Ausgangsstoffe von Verbrennungsreaktionen, dienen. Bei der Verbrennung entstehen Gase, die als Endprodukte von Verbrennungsreaktionenen auch als Abgase bezeichnet werden.

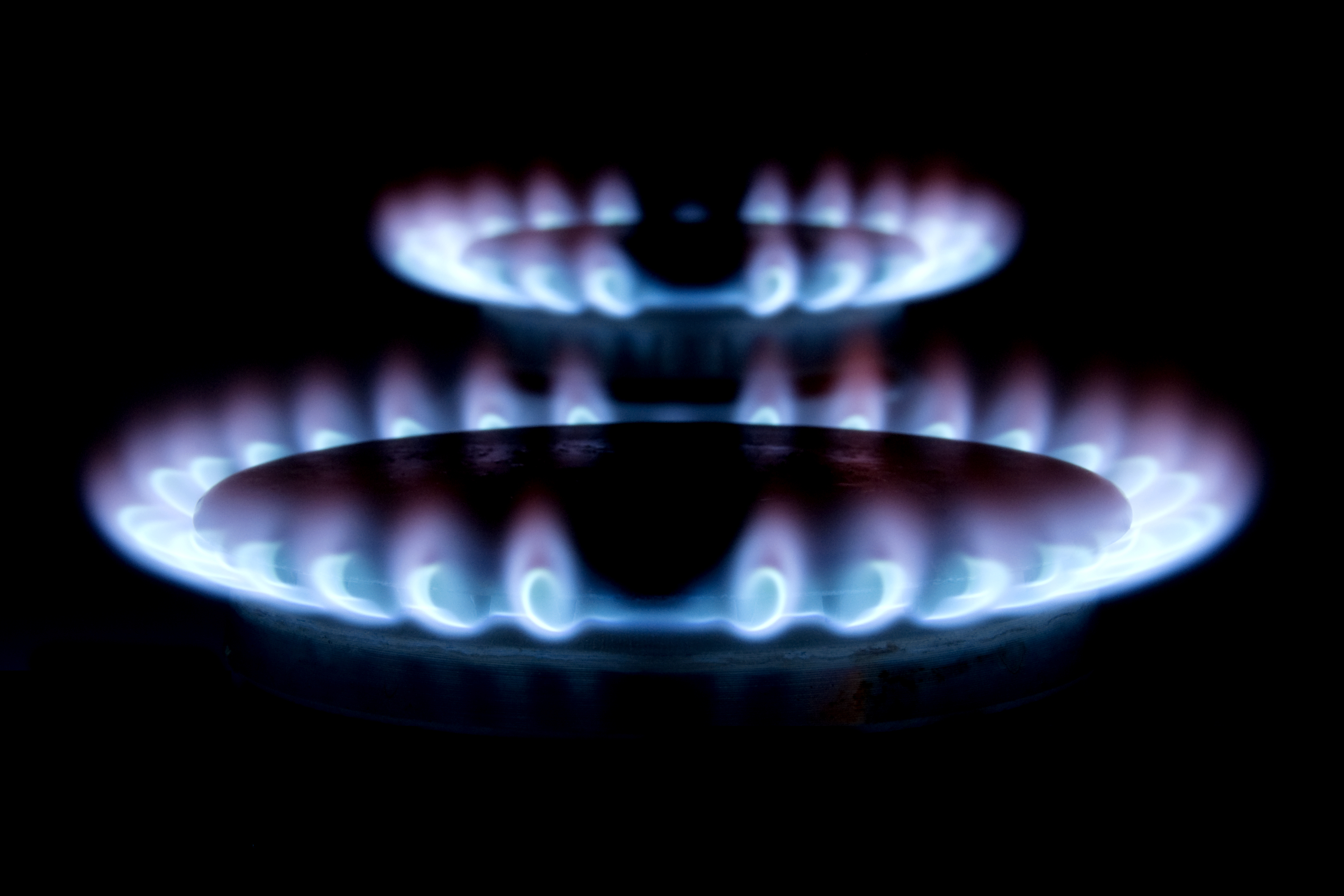
Typische Flammen eines Brenngases

Brenngase sind brennbare Gase, die auch häufig in Haushalten oder in Industriebetrieben als Brennstoffe verwendet werden. Das bekannteste Brenngas ist heutzutage das Erdgas, das überwiegend aus Methan besteht und das auch als Kraftstoff für Gasmotoren verwendet werden kann und dann auch  „Kraftgas“ genannt wird.

## Gasfamilie und Gasarten
Gasfamilie (GF) ist eine Bezeichnung für Brenngasarten, die sich in ihren physikalischen und verbrennungstechnischen Eigenschaften ähnlich sind. Diese Sortierung dient vornehmlich der Kennzeichnung von Gasgeräten in häuslichen Gasinstallationen.
Das DVGW-Arbeitsblatt G 260 teilt Brenngase in die folgenden Gasfamilien ein:
| Gasfamilie |                                                                       | Brenngase             | Herkunft / Anmerkungen |
| ---------- | --------------------------------------------------------------------- | --------------------- | --- |
| 1          | S (Stadt-, Fern- und Kokereigase)                                     | Stadtgase (Kohlegase) | Kohlegase (wie Kokereigas / Mondgas, Hochofengas / Gichtgas, Grubengas, Wassergas / Synthesegas, Generatorgas, Holzgas etc.) wurden früher, als Erdgas noch nicht verbreitet war, in größeren Mengen durch Vergasungsprozesse erzeugt bzw. fielen in der Kohlen-(bergbau-) und Stahlindustrie als Nebenprodukte an. Diese Gase enthalten oft in erheblicher Menge giftiges CO und sind daher unerwünscht. Sie verlieren mit dem Niedergang der vorgenannten Industriezweige an Bedeutung und werden heute nicht mehr in öffentliche Netze eingespeist. |
| 2          | N (Erd-, Erdöl- und Naturgase, die hauptsächlich aus Methan bestehen) | Erd- und Erdölgase    | fossiler Brennstoff aus natürlichen Lagerstätten, Grubengas. |
| 2          | N (Erd-, Erdöl- und Naturgase, die hauptsächlich aus Methan bestehen) | Wasserstoff           | i. d. R. durch Synthese gewonnen; gewinnt als Energiespeicher, als CO2-neutraler Brennstoff, und als emissionsarmer Kraftstoff für Kraftfahrzeuge besonders in Städten an Bedeutung |
| 2          | N (Erd-, Erdöl- und Naturgase, die hauptsächlich aus Methan bestehen) | Naturgas              | Bio-/Kompogas (als Faulgas aus Biogasanlagen oder Kompostanlagen oder als Deponiegas oder Klärgas), gewinnt als regenerativer Brennstoff an Bedeutung |
| 3          | F (Flüssiggase)                                                       | Flüssiggase           | Raffineriegase, Nebenprodukte der Erdölraffinierung, die überwiegend Propan und Butan enthalten |
| 4          | L (Luftgase)                                                          | Luft-Gas-Gemische     | „Aerogengas“ (nur von historischer Bedeutung) |
| 5          |                                                                       | Wasserstoff           | Die 5. Gasfamilie umfasst Wasserstoff in zwei verschiedenen Reinheitsstufen. Wasserstoff der Gruppe A besitzt eine Reinheit von ≥ 98 % und Wasserstoff der Gruppe D von ≥ 99,97 % |

Die Installation von haustechnischen Anlagen der 1., 2. und 4. Gasfamilie werden in der TRGI geregelt, die der 3. Gasfamilie in der Technische Regel Flüssiggas.
Die Gasfamilie 2 (Erdgas) wird weiter in die Gruppe L bzw. LL  (für L-Gas) und die Gruppe H bzw. E (für H-Gas) aufgeteilt. Die alternativen Bezeichnungen LL und E stehen dabei für das beim Kalibrieren der Gasgeräte verwendete Prüfgas.

Die Gasfamilie 3 (Flüssiggas) wird in die Untergruppen P (für Propan) und B (für Butan) klassifiziert.

## Eigenschaften

### Zusammensetzung
Die meisten Brenngase bestehen aus den folgenden Hauptkomponenten in unterschiedlicher Zusammensetzung:
| Bestandteile        | Brennbare Bestandteile Anmerkung: Jeder dieser Bestandteile ist auch einzeln für sich ein Brenngas. | Nicht-brennbare Bestandteile                                                                  |
| ------------------- | --- | --------------------------------------------------------------------------------------------- |
| Haupt- bestandteile | - Wasserstoff H2 - gasförmige und flüchtige Kohlenwasserstoffe, insbesondere niedere Alkane (Methan CH4, Ethan C2H6, Propan C3H8 etc.) - Kohlenstoffmonoxid CO (giftig, daher in öffentlichen Netzen unerwünscht!) | - Luftbestandteile: - Stickstoff N2 - Sauerstoff O2 - Kohlenstoffdioxid CO2 - Wasserdampf H2O |
| Neben- bestandteile | - Schwefelwasserstoffe - Ammoniak - flüchtige Dämpfe von Ölen und Lösungsmitteln | - andere Inertgase, insbesondere Edelgase (Helium, Argon etc.)                                |

### Physikalisch-thermische Eigenschaften
Der wohl wichtigste Kennwert eines Brenngases ist – wie bei jedem Brennstoff – der Heizwert, bzw. Brennwert. Darüber hinaus sind bei einem Brenngas aber noch eine Vielzahl von anderen Größen sehr wichtig, die bei festen oder flüssigen Brennstoffen kaum eine Rolle spielen: Dichte, Wobbeindex, Taupunkt, Explosionsgrenzen etc.

## Anwendung

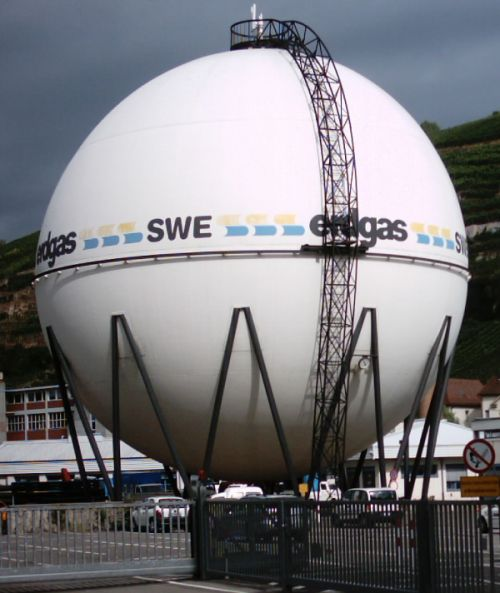
Ein moderner Gasspeicher

### Transport und Speicherung
Brenngas wird im großen Maßstab über Pipelines und Rohrleitungsnetze verteilt, ist also ein leitungsgebundener Energieträger. Die öffentlichen Netze werden von den Fernleitungsnetzbetreibern und Verteilnetzbetreibern betrieben und stehen unter der Kontrolle der Bundesnetzagentur. In verflüssigter, tiefkalter Form wird Erdgas als LNG auf Spezialschiffen, mit der Bahn und Lkw transportiert.
Eine Speicherung erfolgt in unterirdischen Kavernen oder Gasometern. LNG kann in thermisch isolierten Tanks an Land oder auf Schiffen für einige Zeit zwischengespeichert werden. In kleineren Mengen, vor allem für Spezialanwendungen und für den mobilen Gebrauch, wird verflüssigtes Brenngas (insbes. LPG) verwendet, welches in Drucktanks gelagert und transportiert werden kann.

### Verbrennung

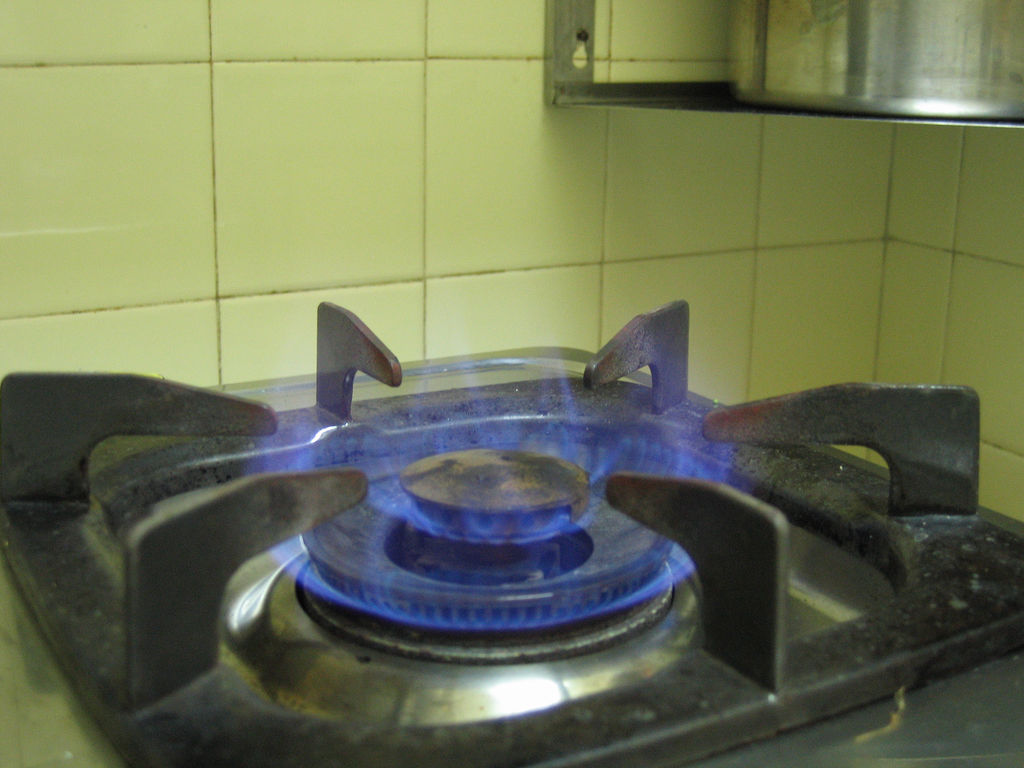
Flamme eines Gasherdes

Brenngase werden üblicherweise in Gasbrennern verfeuert, die mit einer konstruktiv vorgegebenen Mischung mit Luft rückstandsarme Verbrennungen ermöglichen.
Schädliche Inhaltsstoffe, insbesondere Schwefelwasserstoff, werden bereits durch den Versorger entfernt.
Unter üblichen Umständen entstehen aus Brenngasen bei der Verbrennung in Summe weniger Luftschadstoffe und Asche als bei festen oder flüssigen Brennstoffen. Dies macht Brenngase zu besonders wertvollen Brennstoffen.

### Sicherheit
Wegen der erheblichen Explosionsgefahr gelten im Umgang mit Brenngasen besondere Sicherheitsvorschriften. In Deutschland sind dies vor allem die einschlägigen Technischen Regeln und die Regeln des DVGW, insbesondere die Technischen Regeln für Gas-Installation und die Technische Regeln Flüssiggas.